# Ewa Chrobak
Ewa Chrobak, właśc. Ewa Chrobak-Szota (ur. 17 września 1958 w Głuchołazach) – polska działaczka społeczna, sekretarz Międzynarodowej Kapituły Orderu Uśmiechu. Z wykształcenia jest ogrodnikiem.

## Życiorys
W 1967 jako 9-letnie dziecko wygrała główną nagrodę w ogólnopolskim konkursie plastycznym na projekt Orderu Uśmiechu, ogłoszonym przez redakcję „Kuriera Polskiego” i Telewizję Polską. Jury pod przewodnictwem Szymona Kobylińskiego wybrało jej projekt spośród 44 tysięcy innych dziecięcych propozycji. Zwyciężczyni od talerzyka i szklanki odrysowała słońce, do którego dorysowała ręcznie nierówne promienie. W nagrodę otrzymała aparat fotograficzny Smiena 8.
Na zaproszenie Kanclerza Cezarego Leżeńskiego w 1998 weszła w skład Międzynarodowej Kapituły Orderu Uśmiechu, gdzie od 19 stycznia 2007 pełni funkcję sekretarza.
Posiada stopień instruktora harcerskiego.
Jest członkiem Stowarzyszenia Przyjaciół Dzieci Chorych „SERCE” zs. w Świdnicy, wolontariuszem Fundacji SERCE – Europejskie Centrum Przyjaźni Dziecięcej zs. w Świdnicy.
W 2006 objęła stanowisko kierownika i wychowawcy dzieci w filii Centrum Przyjaźni Dziecięcej w Żarowie (specjalistycznej placówki wsparcia dziennego dla dzieci i młodzieży).
Ma dwóch synów – Łukasza (ur. 1980) i Piotra (ur. 1986). Mieszka w Głuchołazach.

## Nagrody
- W 1997 Zarząd Stowarzyszenia Przyjaciół Dzieci Chorych „SERCE” z/s w Świdnicy przyznał jej tytuł Przyjaciel SPDC „SERCE”.
- Od 1997 jest Kawalerem Orderu Uśmiechu, który otrzymała na wniosek dzieci z Wrześni.

## Odznaczenie państwowe
- Od Prezydenta RP Aleksandra Kwaśniewskiego otrzymała Srebrny Krzyż Zasługi.